# UAB Karpis
UAB Karpis (der Name abgeleitet vom litauischen männlichen Familiennamen Karpavičius) ist eine Unternehmensgruppe in Litauen, errichtet am 5. April 1991. Der Sitz ist in der litauischen Hafenstadt Klaipėda. 2016 erreichte die Gruppe einen Umsatz von 116,745 Mio. Euro. Die in Litauen ansässigen Tochterunternehmen sind UAB Marijampolės pieno konservai (Milchverarbeitung) mit 600 Mitarbeitern (2019) in Marijampolė, UAB „Lukšių pieninė“ (Molkerei mit 266 Mitarbeitern (2019) in Lukšiai der Rajongemeinde Šakiai, gegründet 1939), UAB „Ferogama“ (Logistikunternehmen mit dem Sitz in der litauischen Hauptstadt Vilnius)  und Firma „Vitaut“ (Holzpellets) in der Ukraine. Der Konzern beschäftigt durchschnittlich 1000 Mitarbeiter (984 im Jahr 2015). Der Manager ist Henrikas Karpavičius. Bis August 2018 gehörten 100 % Aktien seinem Bruder Raimondas Karpavičius (1958–2019).